# Miles Davis
Miles Dewey Davis III (26 tháng 5 năm 1926 – 28 tháng 9 năm 1991) là một nhạc sĩ nhạc Jazz người Mỹ, là một trong những người có ảnh hưởng lớn trong thế kỷ 20. Là một nghệ sĩ trumpet, chỉ huy dàn nhạc và một nhà soạn nhạc tài năng, Davis là một trong những người đi đầu trong sự phát triển nhạc jazz từ thời Chiến tranh thế giới thứ hai đến thập niên 1990, trở thành "hình tượng khổng lồ" của nhạc Jazz.
Miles Davis được ghi danh vào Đại sảnh Danh vọng Rock and Roll vào ngày 13 tháng 3 năm 2006. Ông cũng được ghi danh vào St. Louis Walk of Fame và Big Band and Jazz Hall of Fame.

## Tiểu sử

### Thời niên thiếu từ 1926-1944
Miles Dewey Davis sinh ra trong một gia đình tương đối khá giả ở Alton, Illinois. Cha của ông, Miles Henry Davis, là một nha sĩ. Năm 1927, gia đình họ di chuyển đến East St. Louis, một khu vực không có phân chia chủng tộc. Họ sở hữu một nông trại và Davis đã học cưỡi ngựa khi còn là một cậu bé. Một trong những con ngựa của ông có tên Angelo Minny. Lúc 9 tuổi ông được một người bạn của cha mình cho cái nhạc cụ Trumpet, tuy nhiên mãi đến lúc 13 tuổi khi ông được một trumpet mới và được dạy học thì mới có nhiều tiến bộ.

Thời trung học, Davis làm quen với Clark Terry, lớn hơn ông 6 tuổi, mà cách thức chơi nhạc và lối trình diễn đã gây ảnh hưởng nhiều đến ông. Khi 17 tuổi ông chơi lần đầu cho ban Eddie Randles Blue Devils. Trong thi gian này ông được mời đi tua trình diễn, nhưng mẹ ông buộc là trước hết phải học xong trung học. 

### Bebop và Cool Jazz 1944–1955

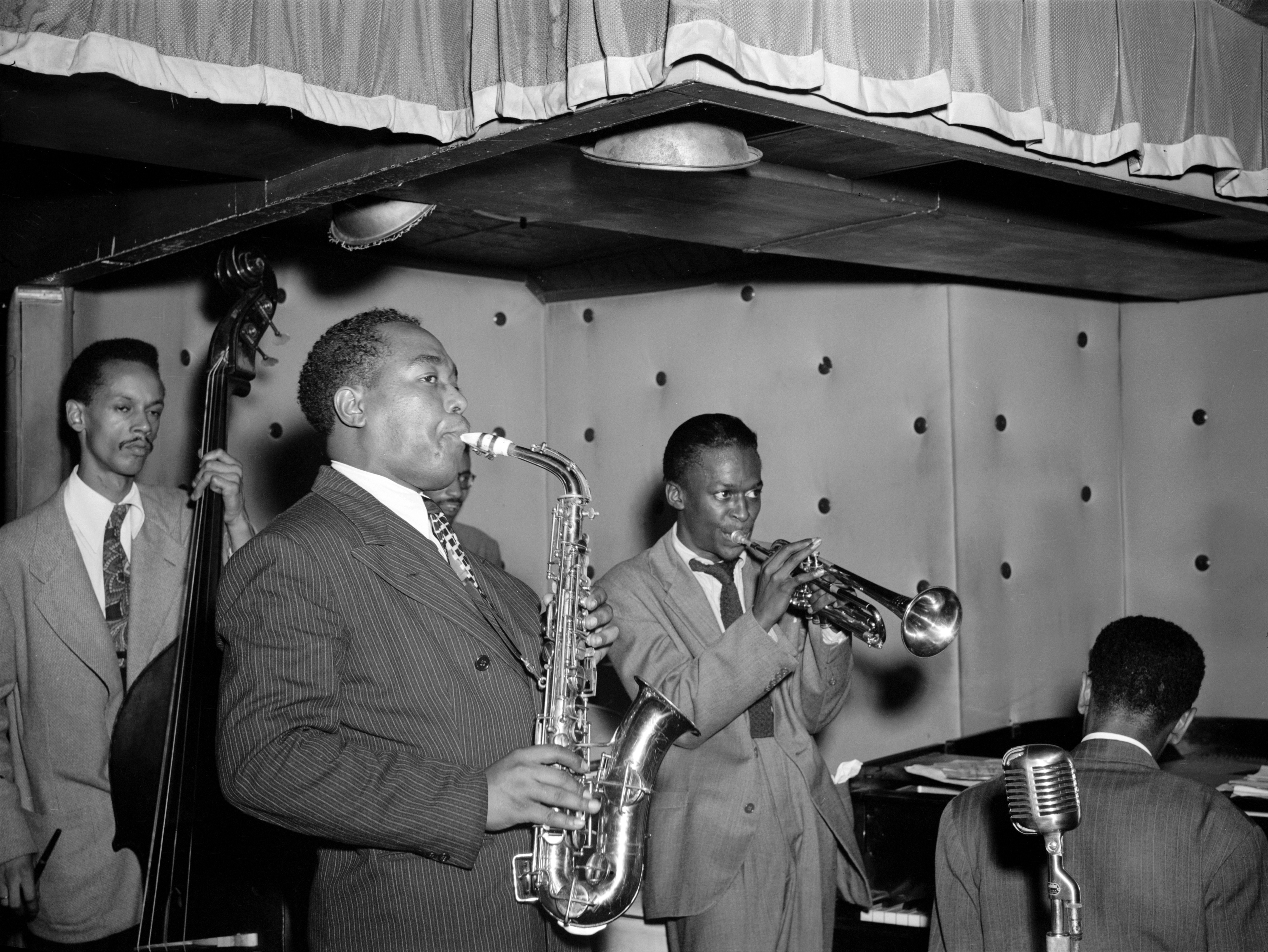
Tommy Potter, Charlie Parker,Max Roach (bị che), Miles Davis, Duke Jordan (từ tr. sang ph.), khoảng tháng 8 năm 1947.

Vào năm 1944 Davis dọn lên thành phố New York lấy cớ là để theo học trường nhạc Juilliard School. Nhưng thật ra là ông đi kiếm Dizzy Gillespie và Charlie Parker. Sau đó ông chơi cho quintett của Charlie Parker. 1945 ông đã thâu dĩa nhạc đầu tiên với Charlie Parker. 

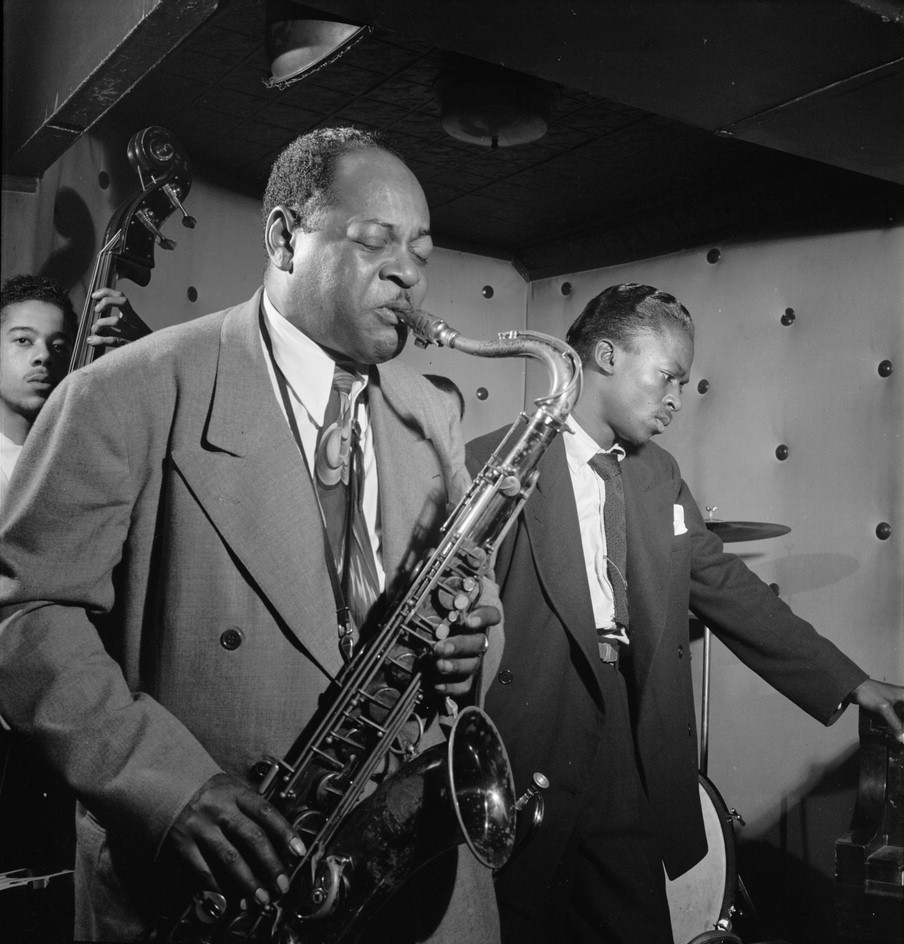
Coleman Hawkins und Miles Davis, ca. September 1947.

1946 Davis theo Charlie Parker và Dizzy Gillespie về Los Angeles, để mà giới thiệu loại nhạc Bebop tại vùng bờ biển phía Tây. Khi Charlie Parker gặp nhiều vấn đề vì nghiện bạch phiến, Miles Davis tập trung vào sự nghiệp solo và làm việc với Gerry Mulligan, Gil Evans cùng thành lập một Nonett. Đây cũng là khởi đầu 20 năm làm việc chung với Gil Evans. Nhóm này dùng nhũng nhạc cụ mà thường Jazz không dùng tới như Tuba und das Horn eingesetzt. Họ bắt đầu trình diễn vào tháng 9 năm 1948. Nhưng chỉ một năm sau thì ban này tan rã. Những dĩa nhạc họ thâu, bán không được thành công lắm trong thời này. Mãi đến 1957 thì những bài thu từ thời đó được ấn hành lại vào năm 1957 với tựa là Birth Of The Cool mới nổi tiếng. Nhưng trong giới nhạc Jazz người ta đã nhận ra ảnh hưởng của họ, mà góp phần hình thành „Cool Jazz", mà sau này được chơi bởi Chet Baker, Stan Getz và Shorty Rogers.

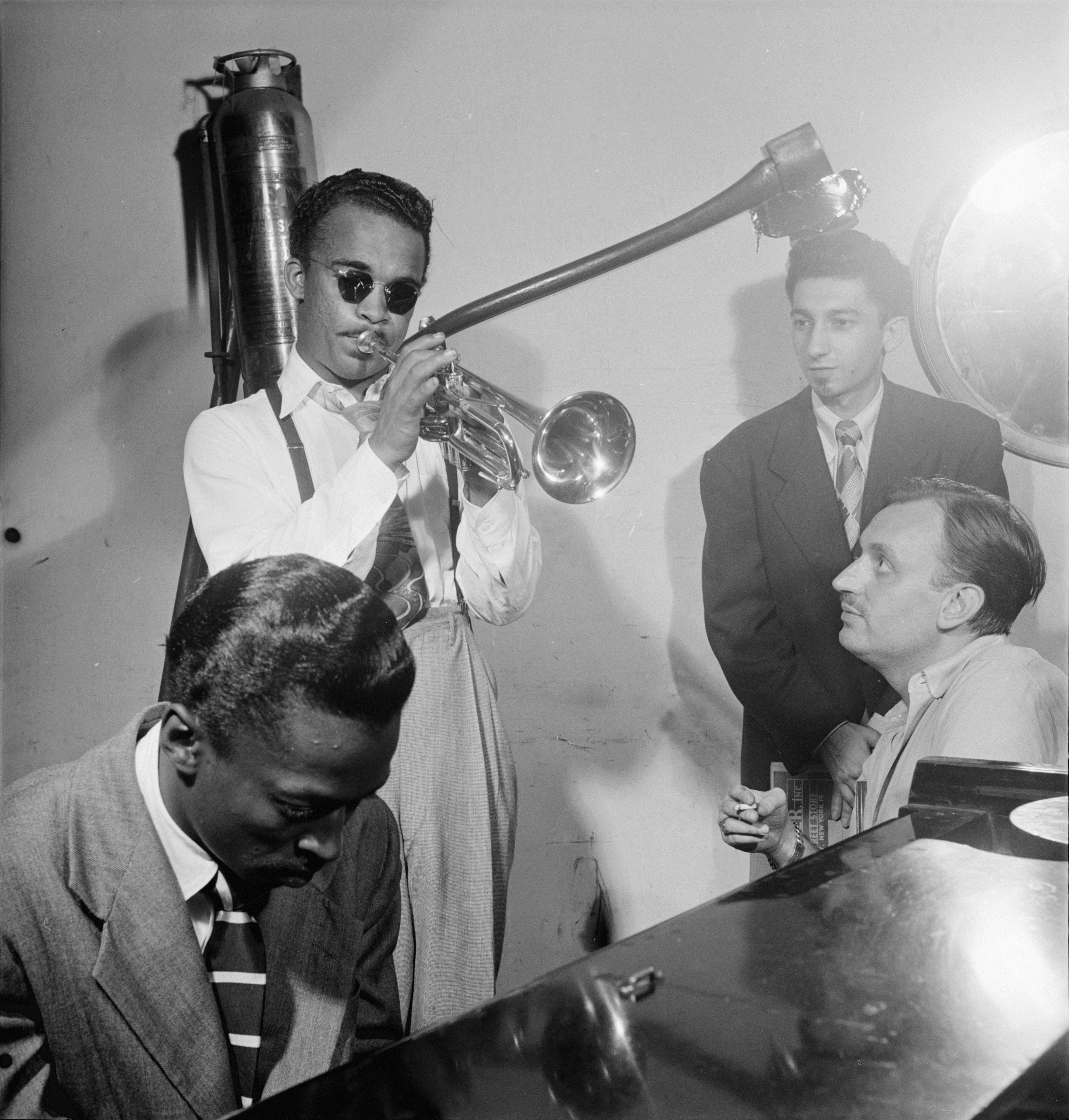
Miles Davis chơi Piano với Howard McGhee và Brick Fleagle, khoảng tháng 9 năm 1947.

Cuối năm 1949 Miles chơi cho ban nhạc của nhạc sĩ dương cầm Tadd Dameron và theo nhóm đi tua ở Paris, ông bị quyến rũ bởi Paris và môi trường văn hóa ở đây, nơi nhạc sĩ Jazz da đen được kính nể hơn là tại quê nhà. Trong khi ở Paris, Davis có liên hệ tình cảm với diễn viên và cũng là ca sĩ người Pháp Juliette Gréco. Nhiều người bạn cũ và mới khuyên ông ở lại Paris, nhưng Davis quyết định trở về Hoa Kỳ. Tuy nhiên khi trở về New York, Davis bắt đầu bị trầm cảm nặng, mà sau này ông cho là vì sự chia cách với Gréco, cảm giác không được trọng dụng, và về việc tiết lộ quan hệ của ông với một người bạn học từ St. Louis mà sống và có với ông 2 người con ở New York.

Davis cho là vì những chuyện này mà ông bị nghiện nặng bạch phiến trong vòng 4 năm tới. Vào năm 1953, việc nghiện bạch phiến đã làm cản trở khả năng chơi nhạc của ông, ông cũng đã bị bắt ở Los Angeles vì mang bạch phiến.
Davis đã cố nhiều lần cai thuốc, và sau cùng đã thành công khi trở về nhà cha ở St. Louis vào năm 1954 trong nhiều tháng. Trong thời gian này ông tránh New York và thường chơi ở Detroit và các tỉnh Trung Tây khác, nơi mà ma túy khó kiếm ra.

Vào tháng 3 năm 1954 ông trở lại New York, và khám phá ra cái chặn tiếng Harmon. Cái dụng cụ này được Davis thường dùng sau đó. Nhờ sự phát triển của kỹ thuật người ta có thể thâu vào dĩa những bài nhạc lâu hơn 3 phút. Davis có thể từ đó chứng tỏ khả năng độc tấu của mình, chẳng hạn như trong bài Walkin’ dài hơn 13 phút.
Vào tháng 7 năm 1955 tiếng tăm của Miles Davis càng nổi lên, khi ông, không loan báo trước, tại đại hội nhạc Jazz Newport lên sâu khấu chơi ba bản trong đó có một độc tấu nổi tiếng với bài của Thelonious Monk ’Round Midnight.